# 熱敷袋
熱敷袋為熱療的其中一個方法。熱敷袋、熱毛巾、蠟療、紅外線都同屬淺層熱療。
熱療屬於一種物理治療方式，利用熱源提升患處的溫度，令血管擴張及加速新陳代謝。改善血液循環可達至緩解慢性炎症的效果，增加代謝率可加速痊癒。另外，基於升溫能夠刺激溫感神經，可達止痛的效果（參考中腦導水管周圍灰質中的“疼痛的門控理論”），並能夠紓緩肌肉痙攣。
孕婦腰背痛十分常見。但由於藥物，電療，磁療及深層超聲波等治療方案對胎兒發展有潛在安全性問題，最有認受性的方案依然是熱療，其中以熱敷袋最為普遍。

## 應用方法
熱療廣泛應用慢性炎症及痛症。一般來說，所有如果患處沒有發紅或發熱的徵狀，都適合作熱敷處理。通常建議把熱源直接敷治患處，每天二至三次，每次十五至二十分鐘。

## 熱敷袋的禁忌症
雖然熱療可有效處理慢性腰頸痛、退化性關節炎、肌肉疲勞或痙攣等症狀，但如果患有急性炎症（部位有紅腫熱痛症狀）、皮膚炎、患處有傷口、嚴重糖尿病導致失去分辨冷熱的能力的病人，不能明白指示者（例如患有嚴重老人癡呆症的人士）或活動能力有限者（如癱瘓人士），都不宜使用。 

## 熱敷袋種類
可依其填充物料分類

### 熱水袋
此類熱敷袋通常以橡膠作原料，使用時用者以熱水灌注。因其價錢較低，所以這類熱水袋是最常見的熱源。近來亦有很多可愛造型的熱水袋在市面發售，頗受歡迎。
很可惜，因灌注熱水時打翻或滲漏而導致的灼傷亦十分常見，所以年紀大或小孩子並不建議在沒有健壯成人陪同下獨自使用。

### 凝膠
此類熱敷袋之內容物通常是丙二醇，因其沒有接觸性毒性，而且低溫時亦不會變硬，所以亦會作冷療使用。
危險性包括因滲漏而導致的灼傷。以往就有使用者在加熱時熱敷袋爆破的報導，為此，即使售賣時聲稱可在微波爐加熱，亦必須十分小心。另外，此類部份產品使用的凝膠屬有毒物質乙二醇。台灣及澳洲就曾經有大規模回收。

### 草本填充
這類熱敷袋屬高端產品，因價格較高，所以並非經常在市面零售店有售賣。
填充物料通常為植物種子或香草。原理是應用此類植物物料表面因有極多微細孔穴，放室內環境會有微微回潮，所以當以微波爐加溫，水分受微波加熱，便能夠達到濕薰熱敷效果。部份產品亦會應用香草，致令使用時有淡淡芳香。亦有產品用上中藥，但熱灸效果未被確定。
產品如放到冰箱，同樣可作冷療使用。